# ديريك والاس
ديريك والاس (بالإنجليزية: Derek Wallace)‏ هو لاعب كرة قاعدة أمريكي، ولد في 1 سبتمبر 1971 في فان نويس في الولايات المتحدة.

## وصلات خارجية
- ديريك والاس على موقعبيزبول رفرنس.كوم (الدوري الرئيسي) (الإنجليزية)
- ديريك والاس على موقعبيزبول رفرنس.كوم (الدوري الثانوي) (الإنجليزية)
- ديريك والاس على موقع مشجعي الرسوم البيانية (الإنجليزية)